# Liste des gratte-ciel de Nagoya
Voici une liste des gratte-ciel de Nagoya, une ville située dans le centre du Japon. Depuis 1973 et la construction de l'Unryu Flex Building, une trentaine d'immeubles d'au moins  100 mètres de hauteur y ont été construits, la très grande majorité depuis les années 1990.

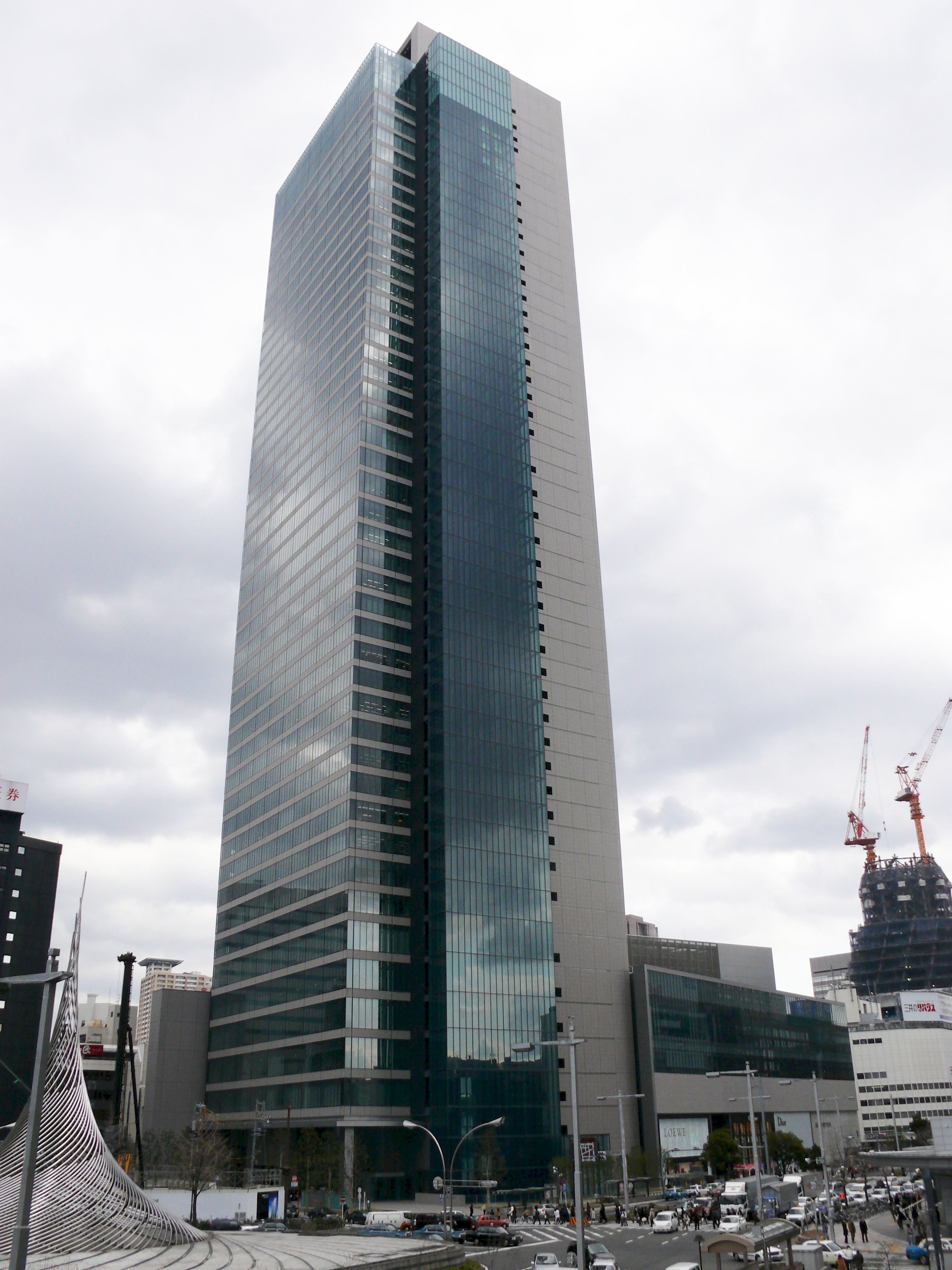
Midland Square plus haut gratte-ciel de la ville

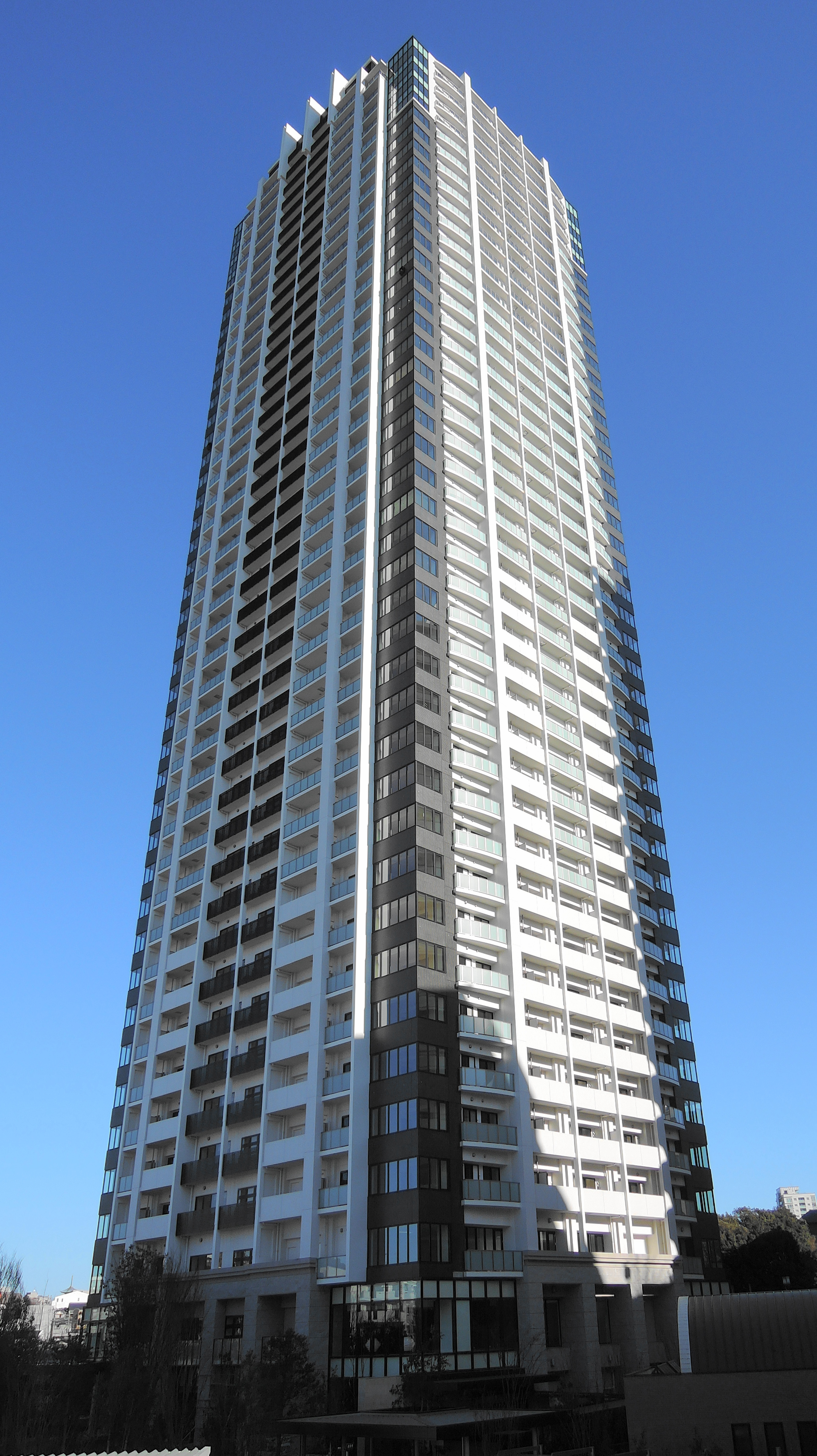
Grande Maison Ikeshita The Tower

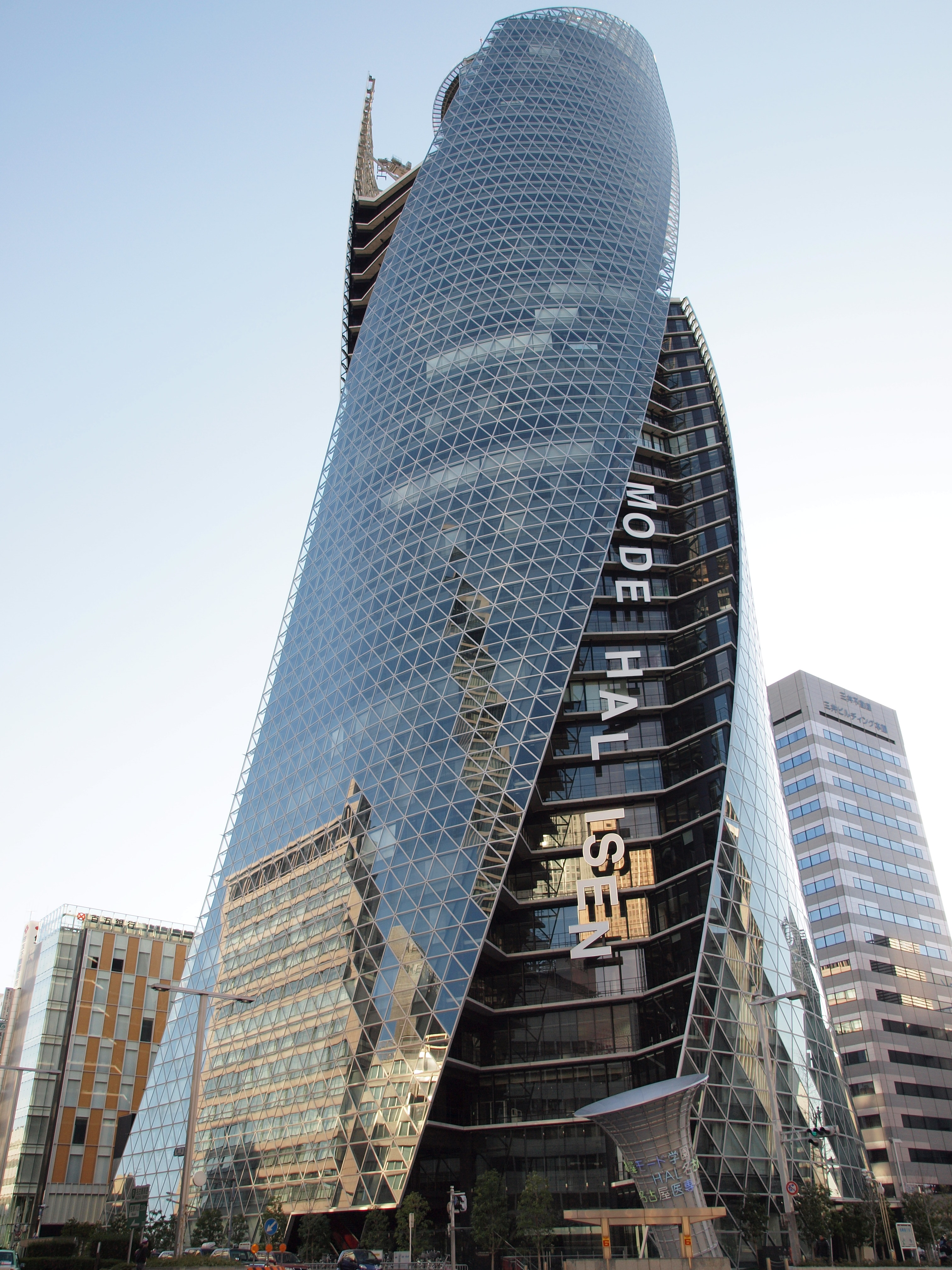
Mode Gakuen Spiral

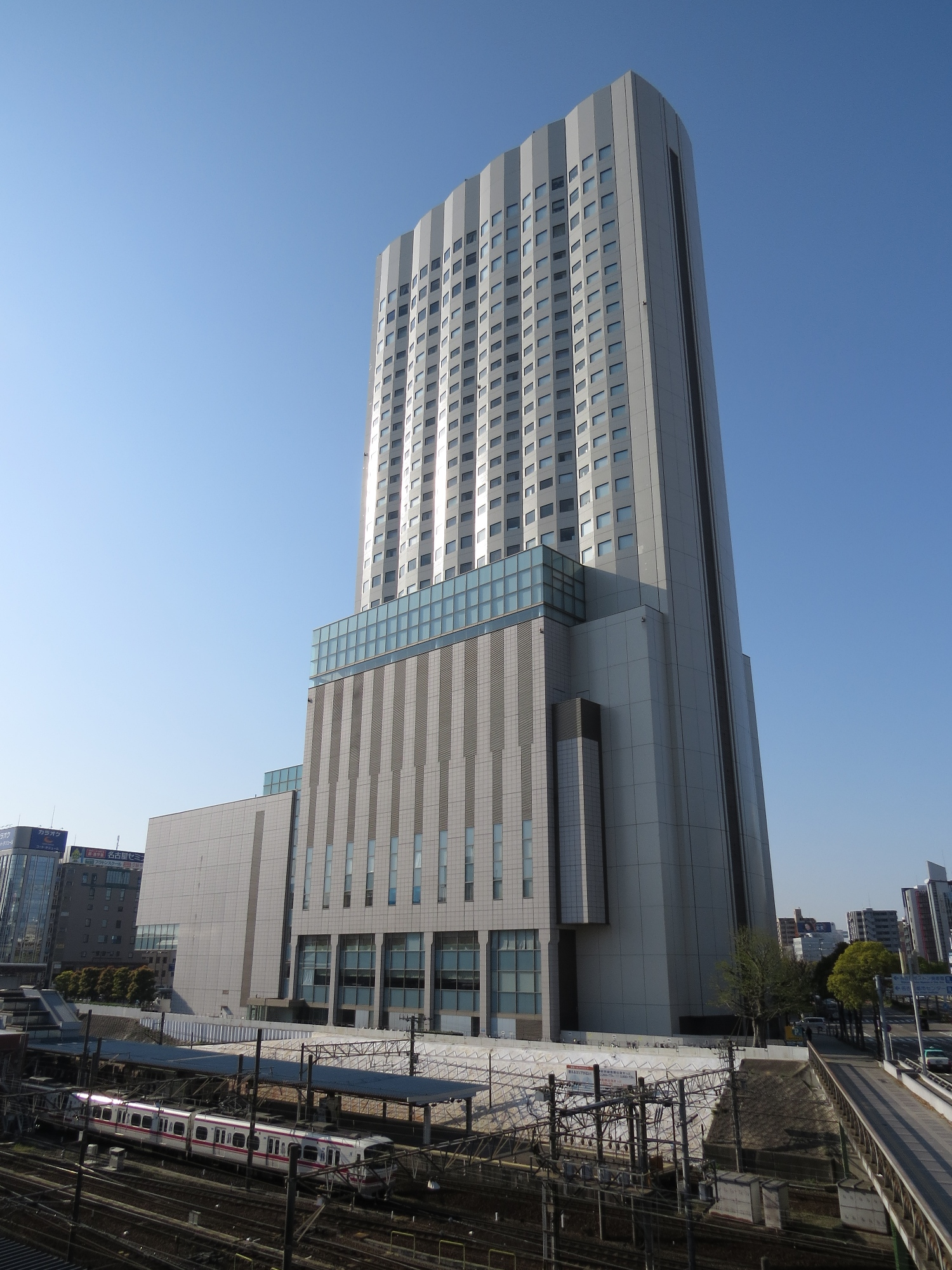
Kanayama Minami

En aout 2018 la liste des immeubles d'au moins 100 mètres de hauteur y est la suivante d'après Emporis 
| Rang | Nom                                                 | Hauteur | Étages | Année |
| ---- | --------------------------------------------------- | ------- | ------ | ----- |
| 1    | Midland Square                                      | 247 m   | 40     | 2006  |
| 2    | JR Central Office Tower                             | 245 m   | 51     | 2000  |
| 3    | JR Central Hotel Tower                              | 226 m   | 53     | 2000  |
| 4    | Nagoya Station New Building                         | 211 m   | 46     | 2017  |
| 5    | JP Tower Nagoya                                     | 196 m   | 40     | 2015  |
| 6    | Nagoya Lucent Tower                                 | 180 m   | 40     | 2007  |
| 7    | Dai Nagoya Building                                 | 175 m   | 34     | 2015  |
| 8    | Mode Gakuen Spiral Towers                           | 170 m   | 36     | 2008  |
| 8    | Global Gate West Tower                              | 170 m   | 36     | 2017  |
| 10   | The Lions Mid Capital Tower                         | 162 m   | 47     | 2009  |
| 11   | The Scene Johoku                                    | 160 m   | 45     | 1996  |
| 11   | Grand Maison Misomoza Tower                         | 160 m   | 40     | 2018  |
| 13   | Grande Maison Ikeshita The Tower                    | 153 m   | 42     | 2013  |
| 14   | Chukyo Television Broadcasting Company Headquarters | 145 m   | 11     | 2015  |
| 15   | Kanayama Minami                                     | 134 m   | 31     | 1998  |
| 16   | Aqua Town Nayabashi Housing building                | 118 m   | 33     | 2006  |
| 16   | Alpen Marunouchi Tower                              | 116 m   | 25     | 2007  |
| 18   | Symphony Toyota Building                            | 115 m   | 25     | 2016  |
| 19   | Business Center Building                            | 114 m   | 23     | 1996  |
| 20   | Hilton Nagoya                                       | 110 m   | 25     | 1989  |
| 21   | AXIOS Chikusa                                       | 108 m   | 31     | 2004  |
| 22   | Nagoya Prime Central Tower                          | 106 m   | 23     | 2009  |
| 22   | Brillia Tower Nagoya Grand Suite                    | 106 m   | 29     | 2009  |
| 24   | Nagoya-Center Tower                                 | 103 m   | 29     | 2008  |
| 25   | Nagoya International Center                         | 102 m   | 26     | 1984  |
| 25   | Sumitomo Seimei Nagoya Building                     | 102 m   | 26     | 1974  |
| 25   | NTT DoCoMo Nagoya Building                          | 102 m   | 22     | 2001  |
| 28   | Grand Suite Chikusa Tower                           | 101 m   | 30     | 2010  |
| 29   | Nagoya Higashi Building                             | 101 m   | 22     | 2005  |
| 30   | Lions Mansion Chikusa                               | 100 m   | 31     | 2004  |
| 30   | Unryu Flex Building                                 | 100 m   | 24     | 1973  |
| 30   | Vique Tower Nagoya Higashibetsuin                   | 100 m   | 29     | 2013  |
| 30   | City Tower Nagoya Hisaya-Odori Koen                 | 100 m   | 31     | 2012  |
| 30   | Mazak Art Plaza Office Tower                        | 100 m   | 30     | 2010  |
| 30   | Urban-Net Nagoya Building                           | 100 m   | 22     | 2005  |